# Необновљиви ресурси
Необновљивим ресурсима сматрају се природни ресурси који не могу поново настајати, као што су фосилна горива, у која спадају угаљ, нафта и природни гас, разне врсте камена, метали, уран и други материјали и минерали.Пример је фосилно гориво на бази угљеника. Изворна органска материја, уз помоћ топлоте и притиска, постаје гориво попут нафте или гаса. Земни минерали и металне руде, фосилна горива ( угаљ, нафта, природни гас ) и подземна вода у одређеним водоносницима сматрају се необновљивим ресурсима, мада се појединачни елементи увек чувају (осим у нуклеарним реакцијама ). 
Супротно томе, ресурси попут дрвета (када се одрживо узгајају ) и ветра (који се користе за системе претварања енергије) сматрају се обновљивим изворима, углавном зато што се њихово локализовано пуњење може догодити у временским оквирима од значаја и за људе. 

## Минерали и минералне руде
Минерали и металне руде су примери необновљивих извора. Сами метали су присутни у огромним количинама у Земљиној кори, а њихово извлачење из човека догађа се само тамо где су концентрисани природним геолошким процесима (као што су топлота, притисак, органска активност, временске прилике и други процеси) довољно да постану економски одрживи за вађење. Ови процеси углавном трају од десетина хиљада до милиона година, кроз тектонику плоча, тектонско утапање и рециклажу крута . 
Локална лежишта металних руда у близини површине које људи могу економски извући нису обновљиви у временским оквирима људи. Постоје одређени минерали и елементи ретке земље који су оскуднији и испарљивији од осталих. За њима је велика потражња у производњи, посебно за електроничку индустрију .  

## Фосилна горива
Природним ресурсима попут угља, нафте (сирове нафте) и природног гаса потребно је хиљаде година да се природно формирају и не могу се заменити тако брзо колико се троше. Сматра се да ће на крају ресурси који се баве фосилима постати прескупи за жетву, а човечанство ће морати да се преусмери на друге изворе енергије као што су соларна или ветроелектрана, види обновљиву енергију . 
Алтернативна хипотеза је да је гориво на бази угљеника у људском смислу готово неисцрпно ако укључимо све изворе енергије засноване на угљенику, попут хидрата метана на морском дну, који су знатно већи од свих осталих комбинованих извора фосилних горива на бази угљеника. Ови извори угљеника такође се сматрају необновљивим, иако њихова стопа формирања / надопуњавања на морском дну није позната. Међутим, њихово вађење по економски одрживим стопама и трошковима тек треба утврдити.  
Тренутно, главни извор енергије који људи користе су необновљива фосилна горива . Од зоре технологија мотора са унутрашњим сагоревањем у 19. веку, нафта и друга фосилна горива остају у сталној потражњи. Као резултат тога, конвенционални инфраструктурни и транспортни системи, који су уграђени у моторе сагоревања, остају истакнути широм света. 
Модерна економија фосилних горива широко је критикована због недостатка обновљивости, као и да доприноси климатским променама .

## Нуклеарна горива
1987. године, Светска комисија за животну средину и развој (ВЦЕД) класификовала је фисијске реакторе који производе више фисијског нуклеарног горива него што троше (тј. Узгајивачи реактора ) међу конвенционалне обновљиве изворе енергије, као што су соларна и падајућа вода . Амерички институт за нафту такође конвенционалну нуклеарну фисију не сматра обновљивом, већ се сматра да се нуклеарно гориво реактора узгајивача сматра обновљивим и одрживим, уз напомену да радиоактивни отпад из искориштених шипки за рабљено гориво остаје радиоактиван и стога га треба пажљиво складиштити до хиљаду година. Уз пажљиво праћење радиоактивних отпадних производа потребно је и коришћење других обновљивих извора енергије, попут геотермалне енергије .
Употреба нуклеарне технологије која се ослања на фисију захтева радиоактивни материјал који се природно јавља као гориво. Уран, најчешће гориво за дељење, присутан је у земљи у релативно малим концентрацијама и вађен је у 19 земаља. Овај минирани уранијум користи се за гориво нуклеарних реактора који стварају енергију дељивим уранијумом-235 који ствара топлоту која се на послетку (на крају) користи за напајање турбина за производњу електричне енергије. .
Од 2013. само неколико килограма (на слици) уранијума извађено је из океана пилот пилот програмима, а верује се и да би се уранијум, који се индустријски извлачи из морске воде, стално надопуњавао из урана излеженог из океанског дна, одржавање концентрације морске воде на стабилном нивоу. У 2014. години, с напретком постигнутим у ефикасности вађења урана из морске воде, рад у часопису Marine Science & Engineering сугерира да би, с реакторима лаке воде, био његов циљ економски конкурентан ако би се примијенио у великој мјери .
Нуклеарна енергија даје око 6% светске енергије и 13-14% светске енергије.  Производња нуклеарне енергије повезана је са потенцијално опасним радиоактивним загађењем јер се ослања на нестабилне елементе. Конкретно, постројења за нуклеарне електране производе око 200 000 метричких тона отпада ниског и средњег нивоа (ЛИЛВ) и 10 000 метричких тона отпада високог нивоа (ХЛВ) (укључујући израбљено гориво означено као отпад) широм света.
Питања која су у потпуности одвојена од питања одрживости нуклеарног горива, односе се на употребу нуклеарног горива и високоактивног радиоактивног отпада које нуклеарна индустрија ствара ако није правилно садржана, високо опасна за људе и дивље животиње. Уједињени народи ( УНСЦЕАР ) проценили су у 2008. години да просечна годишња изложеност људском зрачењу укључује 0,01 милисиверта (мСв) из наслеђа прошлих атмосферских нуклеарних испитивања плус катастрофе у Чернобилу и циклуса нуклеарног горива, заједно са 2,0 мСв из природних радиоизотопа и 0,4 мСв од космичке зраке ; све изложености зависе од локације . природни уранијум у неким неефикасним реакторским циклусима нуклеарног горива постаје део нуклеарног отпада „ једном кроз “ струју, и на сличан начин као да је овај уранијум остао природно у земљи, а тај уранијум емитује различите облике зрачења у ланац пропадања који има полуживот од око 4,5 милијарди година, складиштење овог неискоришћеног уранијума и пратећих производа реакције дељења изазвало је забринутост јавности због ризика од цурења и загађења, међутим сазнања стечена из проучавања природне нуклеарне енергије фисијски реактор у Окло Габону обавестио је геологе о доказаним процесима који су чували отпад из овог 2 милијарде година старог природног нуклеарног реактора који је радио стотинама хиљада година.

## Површина земљишта
Површина земљишта се може сматрати и обновљивим и необновљивим ресурсом, зависно од обима поређења. Земљиште се може поново користити, али тако да је из економске перспективе то фиксни ресурс са савршено нееластичним снабдевањем .

## Обновљиве сировине
Природни ресурси, познати као обновљиви ресурси, замењују природне процесе и силе које су постојане у природном окружењу . Постоје повремене и понављајуће обновљиве изворе енергије и материјали који се могу рециклирати, који се током циклуса користе током одређеног времена и могу се користити за било који број циклуса. 
Производња добара и услуга производњом производа у економским системима ствара многе врсте отпада током производње и након што их потрошач искористи. Материјал се затим спаљује, сахрањује на депонији или се рециклира за поновну употребу. Рециклажа претвара поновно постали отпад у вредне ресурсе. 
У природном окружењу су вода, шуме, биљке и животиње обновљиви ресурси, под условом да их се адекватно надгледа, штити и чува . Одржива пољопривреда је узгој биљних и животињских материјала на начин који чува биљне и животињске екосистеме и који дугорочно може побољшати здравље тла и плодност тла . Превелики риболов океана један је од примера где индустријска пракса или метода могу да угрозе екосастав, угрозе врсте и евентуално одреде да ли је риболов одржив за употребу од стране људи. Нерегулисана индустријска метода или пракса може довести до потпуног исцрпљивања ресурса .
Обновљива енергија сунца, ветра, таласа, биомасе и геотермалне енергије заснива се на обновљивим изворима. Обновљиви ресурси као што су кретање воде ( хидроелектрана, снага плима и таласна енергија ), ветар и радијациона енергија из геотермалне топлоте (користи се за геотермалну енергију ) и соларна енергија (користи се за соларну енергију ) су практично бесконачни и не могу се потрошити, за разлику од њихових необновљиви панели, који ће вероватно бити потрошени ако се не користе обимно. 
Потенцијална таласна енергија на обалама може да обезбеди 1/5 светске потражње. Хидроелектрана може да обезбеди 1/3 од наших укупних глобалних потреба за енергијом. Геотермална енергија може пружити 1,5 пута више енергије која је нама потребна. Довољно је ветра да напаја планету 30 пута, а снага ветра може сама да напаја све човекове потребе. Солар тренутно снабдева само 0,1% наших светских енергетских потреба, али има их довољно за напајање потреба човечанства 4.000 пута у односу на целокупну пројектовану глобалну потрошњу енергије до 2050. године.
Обновљива енергија и енергетска ефикасностт више нису нишни сектори које промовишу само владе и еколози. Повећани нивои улагања и да је већи део капитала од конвенционалних финансијских актера, обоје сугеришу да је одржива енергија постала главни ток, а будућност производње енергије, јер необновљиви ресурси опадају. То је ојачано забринутошћу због климатских промена, нуклеарне опасности и акумулирања радиоактивног отпада, високих цена нафте, вршне нафте и све веће државне подршке обновљивој енергији. Ти фактори су комерцијализација обновљиве енергије, повећање тржишта и све веће потражње, усвајање нових производа који ће заменити застарелу технологију и претварање постојеће инфраструктуре у обновљив стандард.

## Економски модели
У економији се необновљиви ресурс дефинише као роба, где већа потрошња данас подразумева мању потрошњу сутра. Давид Рикардо је у својим раним радовима анализирао цене исцрпних ресурса, где је тврдио да би цена минералног ресурса требало да се повећава током времена. Утврдио је да тачку цене увек одређује рудник с највишим трошковима вађења, а власници рудника с нижим трошковима екстракције имају користи од разлике у најамнини. Први модел је дефинисан Хотеллинговим правилом, а то је економски модел управљања необновљивим ресурсима из 1931. године Харолда Хотеллинга . То показује да би ефикасна експлоатација необновљивог и несавладивог ресурса, под иначе стабилним условима, довела до исцрпљивања ресурса. Правило говори да би то довело до нето цене или „ Хотеллинг рент “ за цене које су годишње расле по стопи једнакојкаматној стопиодржавајући све мању ресурсу..    Хартвицково правило даје важан резултат о одрживости благостања у економији која користи необновљив извор. 